# Várady Zsigmond
Várady Zsigmond, Várady-Borbély Zsigmond (Szilágysomlyó, 1865. január 4. – Semmering, Ausztria, 1913. január 17.) jogi doktor, ügyvéd, országgyűlési képviselő.

## Élete
Jogi tanulmányokat végzett; doktori és ügyvédi oklevelet szerzett. Nagyváradon mint gyakorló ügyvéd telepedett meg. A nagyváradi önkormányzati és társadalmi életben tevékeny részt vett. Több vezércikke jelent meg a nagyváradi lapokban, a Pester Lloydban, valamint a Világban. Az 1910. évi általános képviselő választások alkalmával a bihari kerület nemzeti munkapárti program alapján országgyűlési képviselővé választotta. Az igazságügyi és a zárszámadási bizottság tagja volt. Haladó felfogású kormánypárti volt, aki felvette a harcot a klerikalizmus ellen, az egyházi vagyon szekularizálását és az általános választójog bevezetését szerette volna elérni. 1913-ban a választójogi kérdésben pártjával ellentétes álláspontba került. Életének önkezével vetett véget. Sírja a Fiumei úti sírkertben található (18-1-28). Sírjának képe.
Hírlapírói és jogírói működést fejtett ki. Cikke a Szigligeti-társaság Évkönyvében (1896. Emlékezés Szigligeti Edére; londoni leveleket is írt a helyi lapba).

## Szabadkőműves pályafutása
Várady Zsigmondot 1895. december 14-én vették fel a László király szabadkőműves páholyba, ahol rendkívül aktív munkát fejtett ki. 1897. január 8-án helyettes főmesterré, 1899. január 13-án főmesterré választották. 1903. február 21-én örökös tiszteletbeli főmester címet kapott. Számos beszédet mondott páholyában és a profán világban is a szekularizáció érdekében, a párbaj eltiltásáért, a gyermekek és a szegények támogatásáért. Ezeknek a célkitűzéseknek a jelentős része cikkeiben és könyveiben is megjelent.

## Munkái
- Társadalmi programm. II. rész. 1900. »László király« páholy, A páholy könyvtára. 6-18., 21., 23., 25. (8-r.) Nagyvárad, 1900-1910. A Páholy kiadása.
- Szózat a k.-pályi kerület választóihoz. Nagyvárad, 1901
- Észrevételek dr. Reichard Zsigmond törvénytervezetére. Budapest, 1901. (M. Jogászegyleti Értekezések XXIII. 2.)
- A hősök alkonya. Nagyvárad, 1905
- Martinovics Ignácz. Budapest, 1909. (Természet és Társadalom XI.).
- Jelzálogbiztosítás. (Új földtehermentesítés). Budapest, 1911
- A párviadal ellen...
- Szekularizáció.
- A törvénytelen gyermek jogállása...